# Elan Mehler
Elan Mehler (* um 1980 in New York City) ist ein US-amerikanischer Jazzmusiker (Piano, Komposition), der sich auch als Musikproduzent betätigt.

## Leben und Wirken
Mehler erwarb einen Bachelor in Piano Performance an der New York University und begann in den 2000er-Jahren in der Jazzszene zu arbeiten; darunter ein Jahr in Paris als musikalischer Leiter eines kleinen Clubs. Er spielte auch Klavier in einer Hotelbar in den Alpen, wo er vom britischen DJ und Plattenproduzenten Gilles Peterson gehört wurde, der ihn mit einem Plattenvertrag bei seinem Label Brownswood Recordings ermutigte. 2007 erschienen sein Debütalbum Scheme for Thought, u. a. mit einer Version von Gillian Welchs „Elvis Presley Blues“. Seitdem trat er weltweit auf, darunter bei der BBC London und Radio 1, in der Queen Elizabeth Hall in London und mit eigenen Bands bei großen Festivals wie dem Brecon Jazz Festival, dem Hay Festival, dem Sète Worldwide Festival und dem North Sea Jazz Festival.
Mit Early Sunday Morning legte Mehler 2014 ein solo eingespieltes Album vor. Des Weiteren arbeitete er in den folgenden Jahren mit Dave Douglas, mit dem 2019 das gemeinsame Album If There Are Mountains entstand, und mit Becca Stevens (Pallet on Your Floor). Mehler war auch Begleiter von Dominique Eade und nahm mit Bill Frisell das Album TJ and the Revenge (Little Lost Records) auf. Im Bereich des Jazz war er laut Tom Lord zwischen 1972 und 2021 an acht Aufnahmesessions beteiligt. 2024 legte er bei Sunnyside Records das Soloalbum Trouble in Mind vor. 
Als Crowdfunding-Projekt gründete Mehler 2016 mit Jean-Christophe Morisseau das Label Newvelle Records, spezialisiert auf Langspielplatten. Darauf produzierte er u. a. die letzten Aufnahmen der Pianisten Don Friedman (Strength and Sanity) und Ellis Marsalis (für letzteren posthum), ferner Noah Premingers Album Some Other Time, sowie Aufnahmen von Ben Allison, Steve Cardenas, Jack DeJohnette, Leo Genovese, Kevin Hays, John Patitucci, Hank Roberts, Carmen Staaf und Kenny Werner. 2021 leitete Mehler eine große Hommage-Produktion an einen anderen Pianisten, Frank Kimbrough, nachdem dieser Ende 2020 plötzlich verstorben war. Dieses Pandemieprojekt mit dem Titel Kimbrough umfasste fast 70 Musiker. Darauf ist Mehler in verschiedenen Trio- und Duo-Konstellationen mit Martin Wind, Francisco Mela, Michael Formanek, Tony Moreno, Scott Robinson, Steve Wilson, Rob Jost und Rich Rosenzweig zu hören. In diesem Prozess entstand Mehlers Zusammenarbeit dem Bassisten Tony Scherr und dem Schlagzeuger Francisco Mela (There is a Dance).
Mehler unterrichtet an der Lexington Music School im Munroe Center for the Arts in Lexington, Massachusetts.